# Stara Vyjivka
Stara Vyjivka (en ukrainien : Стара Вижівка ; en russe : Старая Выжевка, Staraïa Vyjevka ; en polonais : Wyżwa Stara) est une commune urbaine de l'oblast de Volhynie, en Ukraine, et le centre administratif du raïon de Stara Vyjivka. Sa population s'élevait à 5 000 habitants.

## Géographie
Stara Vyjivka est arrosée par la rivière Vyjivka, un affluent droit de la Prypiat, dans le bassin hydrographique du Dniepr. Elle se trouve à 31 km au nord-ouest de Kovel, à 99 km au nord-ouest de Loutsk, la capitale administrative de l'oblast, et à 441 km à l'ouest-nord-ouest de Kiev, la capitale de l'Ukraine.

## Histoire
L'origine de Stara Vyjivka paraît remonter à 1548, bien qu'il existe des données indiquant l'année 1508. Selon une légende, le prince André Kourbski y vécut. La commune rurale de Stara Vijka changea de nom en 1946, devenant Stara Vyjivka, qui reçut le statut de commune urbaine en 1957. Le 6 mai 1994, le conseil du village a adopté ses emblèmes modernes : un coq de bruyère dans un champ et des fleurs de lin évoquant les plantes de marais.

## Population
Recensements (*) ou estimations de la population :
| 1959* | 1970* | 1979* | 1989* | 2001* | 2009  | 2010  | 2011  |
| ----- | ----- | ----- | ----- | ----- | ----- | ----- | ----- |
| 3 089 | 2 434 | 3 278 | 4 568 | 5 289 | 5 143 | 5 162 | 5 161 |

| 2012  | 2013  | 2014  | 2015  | 2016  | 2017  | 2018  | 2019  |
| ----- | ----- | ----- | ----- | ----- | ----- | ----- | ----- |
| 5 218 | 5 231 | 5 256 | 5 279 | 5 293 | 5 285 | 5 248 | 5 155 |

## Transports
Stara Vyjivka se trouve à 116 km de Loutsk par le chemin de fer via la gare de Vyjva et à 112 km par la route.